# Pabellón suizo
El Pabellón suizo (Pavillon Suisse o Fondation suisse) es un edificio diseñado por Le Corbusier. Construido entre 1931 y 1933 como residencia estudiantil en la Ciudad Internacional Universitaria de París, sirvió como modelo para experimentar las teorías sobre vivienda colectiva de su autor.
El diseño del edificio asume los llamados "5 puntos" que caracterizan la teoría arquitectónica Corbuseriana, pero introduciendo algunas evoluciones.
El pabellón ha sido declarado monumento nacional en Francia, y es candidato para la lista de patrimonio de la humanidad de la UNESCO.

## Historia
El edificio fue un encargo directo del comité de universidades suizas, y en su diseño colaboró también Pierre Jeanneret; primo de Le Corbusier y también arquitecto. El programa constaba esencialmente de 46 habitaciones, un comedor y un salón, con un presupuesto de ejecución muy ajustado.

## Arquitectura
El edificio se compone de tres piezas o volúmenes claramente diferenciados: un prisma que alberga las habitaciones; un espacio en planta baja que alberga la recepción y las zonas comunes, y una tercera pieza que asume las funciones de conexión y comunicación vertical.
Cumpliendo los preceptos de los "5 puntos", el prisma de las habitaciones se apoya en una serie de grandes "pilotis" (pilares) que lo elevan sobre el suelo, permitiendo la circulación bajo el edificio. La azotea se concibe como una terraza accesible, y la fachada sur, a diferencia de la norte, está completamente acristalada. En contraposición a la geometría limpia y rotunda del prisma, tanto la pieza de zonas comunes como la de comunicaciones eran de planta curvilínea. 
Este edificio se convirtió en uno de los símbolos de la nueva arquitectura del Movimiento Moderno, y siempre gozó de las atenciones del arquitecto. Tras los destrozos provocados durante la II Guerra Mundial, la gran pared del salón sería redecorada nuevamente en 1948 con un mural realizado por el propio artista.